# Carasi
Carasi è una municipalità di quinta classe delle Filippine, situata nella Provincia di Ilocos Norte, nella Regione di Ilocos.
Carasi è formata da 3 baranggay:
- Angset
- Barbaqueso
- Virbira